# آفتاب‌پرست مغانی
آفتاب‌پرست مغانی، آفتاب‌پرست معطر (نام علمی: Heliotropium suaveolens) نام یک گونه از سردهٔ آفتاب‌پرست است. سردهٔ آفتاب‌پرست در ایران ۴۷ گونهٔ علفی یک ساله و چند ساله دارد که در سراسر ایران پراکنده‌اند. آفتاب‌پرست مغانی یکی از ۴۷ گونهٔ موجود در ایران است.